# Andacollo (Chili)
Andacollo is een gemeente in de Chileense provincie Elqui in de regio Coquimbo. Andacollo telde 11.044 inwoners in 2017 en heeft een oppervlakte van 310 km².
- Library of Congress Control Number: n85078160
- Nationale Bibliotheek van Israël: 987007555340405171
- Virtual International Authority File: 145478557